# Ftimi
La ftimi (arabe : فطيمي) ou aligue (عليق) est une variété de dattes cueillie en Tunisie et en Algérie. Le terme désigne par extension l'arbre où celle-ci pousse.
Elle est classée parmi les meilleures variétés après la deglet nour. Cueillie au mois d'octobre, sa couleur est sombre. Elle est utilisée dans la pâtisserie traditionnelle appelée makroud.

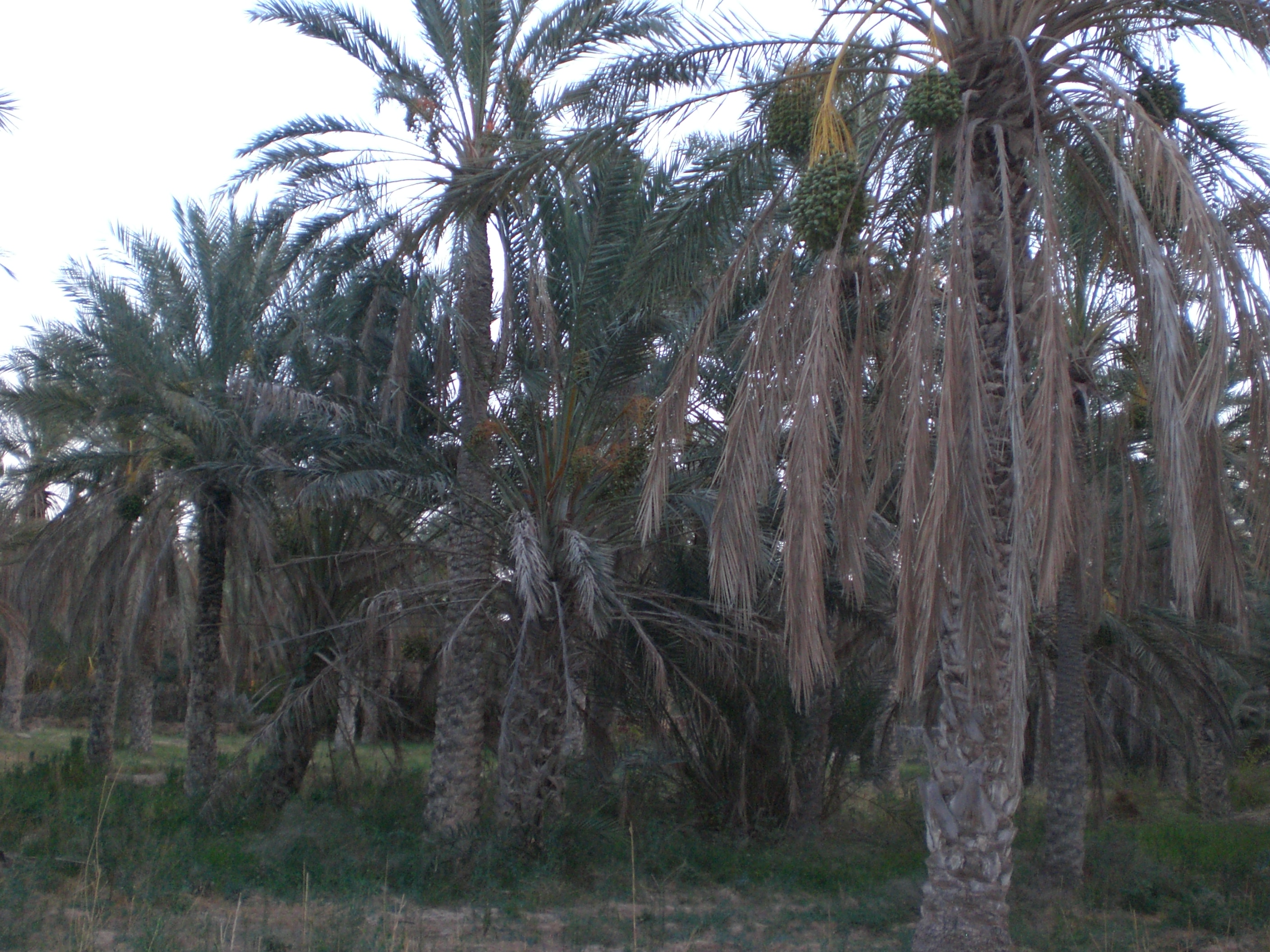
Palmeraie du Sud tunisien comportant des ftimis au centre.
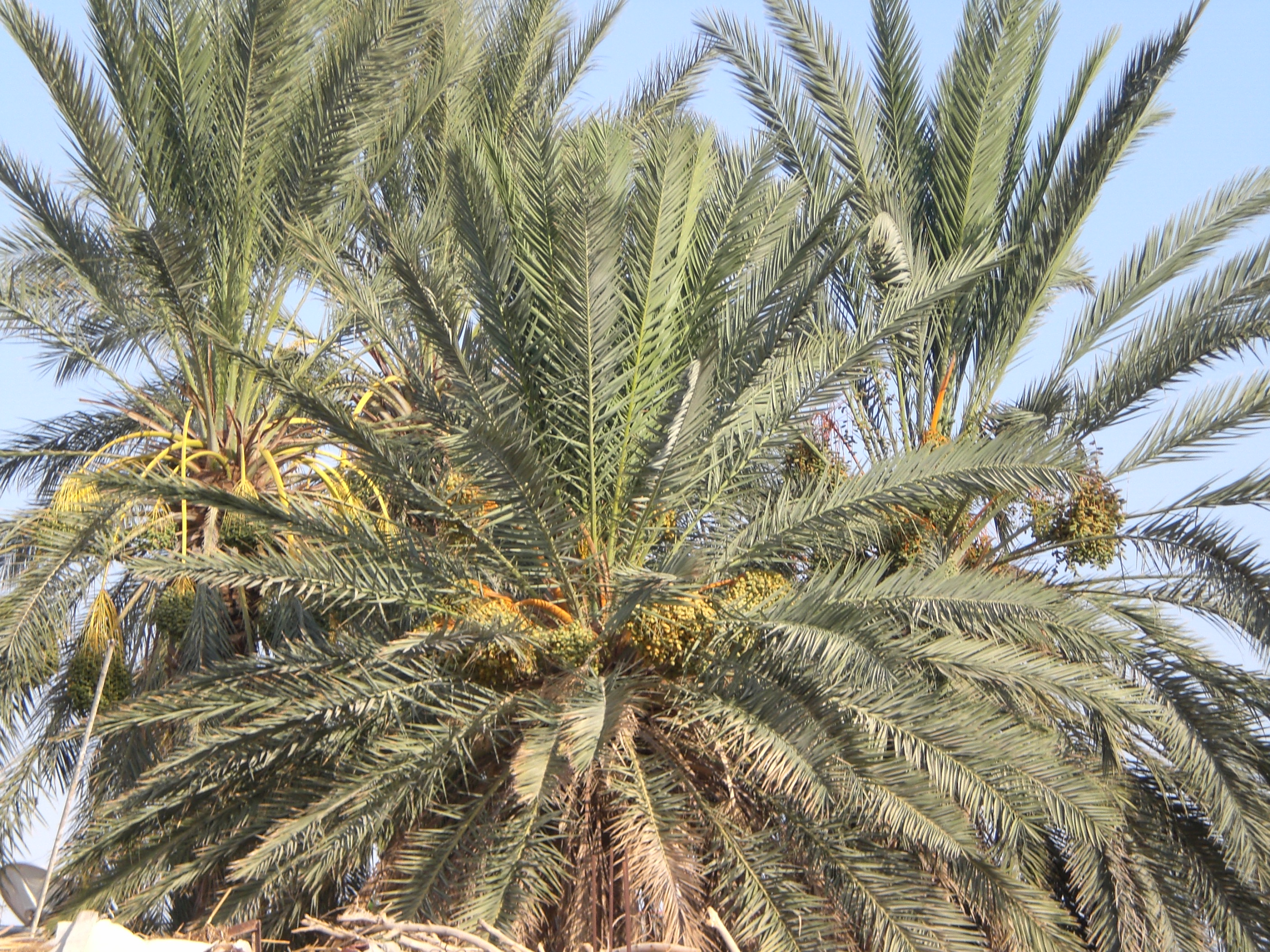
Trois palmiers dont un ftimi à droite.
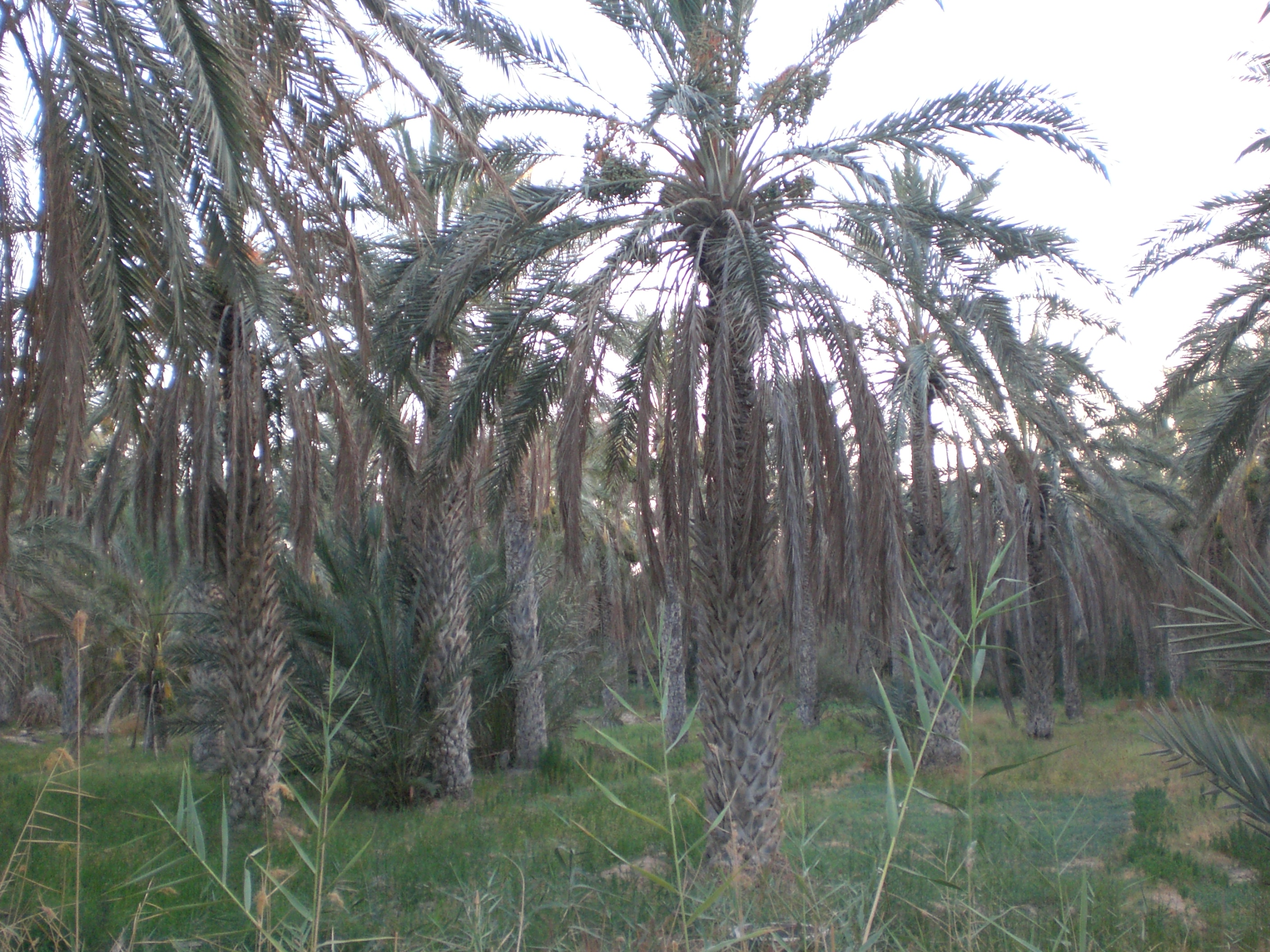
Palmeraie de ftimis à Kébili.
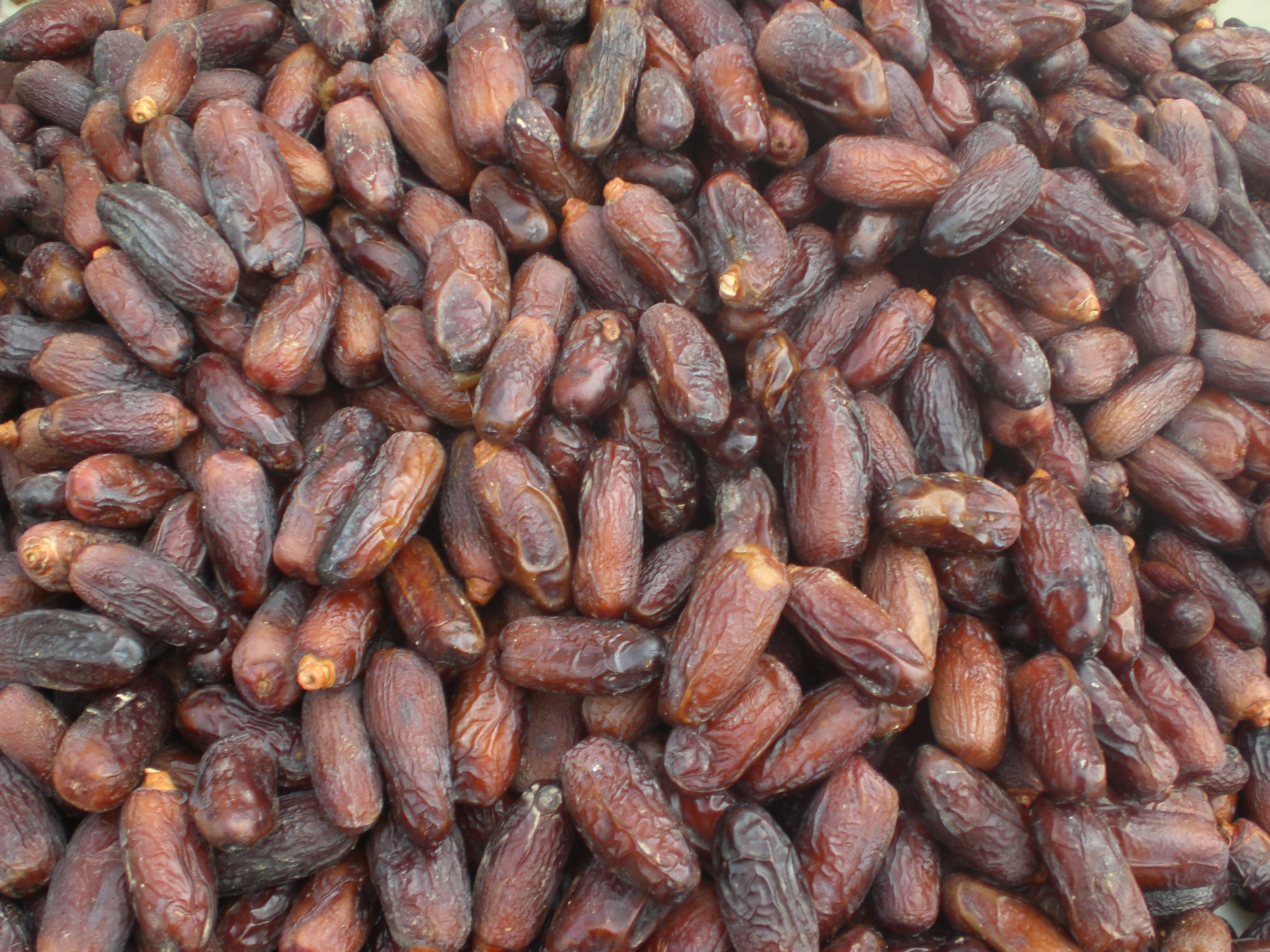
Dattes dites ftimi.